# Gömörliget
Gömörliget (szlovákul: Gemerský Sad) község Szlovákiában, a Besztercebányai kerületben, a Nagyrőcei járásban. Mikolcsány és Gömörnánás közös közigazgatási egysége.

## Fekvése
Nagyrőcétől 18 km-re, délkeletre fekszik.

## Története
A község határában már a 11. században olvasztottak vasércet. A mai település eredetileg két önálló község volt.

### Mikolcsány
Mikolcsány a 13. században keletkezett, 1337-ben „Mykoucha” alakban említik először. 1340-ben „Mykocha”, 1351-ben „Mykochan” a neve. A Záchok után több nemesi család birtokolta. 1427-ben Székely Lászlónak 22 portája volt a településen. 1582-ben lakói elmenekültek  török elől, de később újratelepült. 1709 és 1710 között a pestis 150 áldozatot szedett a községben. 
A 18. század végén Vályi András így ír róla: „MIKOLCSÁNY. Tót falu Gömör Várm. földes Ura Czékus Uraság, lakosai többfélék, fekszik Süvetének szomszédságában, mellynek filiája, földgye búzát is jól terem, piatzozása közel, legelője elég, fája mind a’ két féle van, tserép edényeket is készítenek, és azzal kereskednek.”
1828-ban 44 házában 340 lakos élt, akik főként mezőgazdasággal és fazekassággal foglalkoztak.
A 19. század közepén Fényes Elek eképpen írja le: „Mikocsán, magyar-tót falu, Gömör és Kis-Honth egyesült vármegyékben, Pelsőcz és Jolsva közt: 11 kath., 221 evang., 130 ref. lak., kik sok cserépedényt égetnek. Evang. szentegyház. F. u. h. Coburg s m. Ut. postája Rosnyó.”
Borovszky monográfiasorozatának Gömör-Kishont vármegyét tárgyaló része szerint: „Mikolcsány, murányvölgyi magyar kisközség, 45 házzal és 214, nagyobbára ág. ev. h. vallású lakossal. 1351-ben e község nevét Mykochan, 1427-ben pedig Mykolchy alakban találjuk feljegyezve. Ez időben a Székely család volt a földesura, 1486-babn a Giczey cs. ezután pedig az Orosz család. Birtoka fölött később a Diószeghy, Hámos, Fáy és a Czékus családok osztoztak. Ág. h. ev. temploma 1825-ben épült. A község postája, távírója és vasúti állomása Licze-Gicze.”
A trianoni diktátumig Gömör-Kishont vármegye Nagyrőcei járásához tartozott, ezután a csehszlovák állam része lett. 1938 és 1944 között visszakerült Magyarországhoz. A második világháború után területén vasércet találtak.

### Gömörnánás
Gömösnánás a Zách család birtokán keletkezett a 13. században, első írásos említése 1258-ból „Zahy” alakban történik. 1337-ben „Noztre”, 1427-ben „Naztrad”, 1486-ban „Nostray”, 1563-ban „Nowaczan” alakban említik. A 15. században a Giczey család birtokolta. 1427-ben 16 porta után adózott. A 16. századtól több nemesi család birtoka volt.
A 18. század végén Vályi András így ír róla: „NASZTRAJ. Novacani. Tót falu Gömör Várm. földes Urai Czékus, és több Uraságok, lakosai külömbfélék, fekszik Süvetének szomszédságában, és annak filiája, földgye termékeny, piatzozása közel, fája mind a’ két féle van, malma közel, legelője szoross.”
1828-ban 50 házában 334 lakos élt, akik főként mezőgazdasággal foglalkoztak. A 19. századra a fazekasság is jelentősen fejlődött.
A 19. század közepén Fényes Elek eképpen írja le: „Nasztraj, magyar-tót falu, Gömör és Kis-Honth egyesült vmegyékben, 216 kath., 68 evang., 43 ref. lak. Cserépedény égetés. Jó határ. F. u. többen.”
Borovszky monográfiasorozatának Gömör-Kishont vármegyét tárgyaló része szerint: „Nasztraj, murányvölgyi magyar kisközség, 55 házzal és 225 ev. ref. vallású lakossal. Már 1351-ben Nostre néven szerepel. 1427-ben Naztrad alakban van említve, a XVI. század elején ellenben, a mikor a Giczey család a földesura, Nosztraj a neve. Később az Orosz család, azután a Diószeghy, Hámos, Fáy és a Czékus családok az urai. Református temploma 1760-ban épült. Postája, távírója és vasúti állomása Licze-Gicze.”
A trianoni diktátumig Gömör-Kishont vármegye Nagyrőcei járásához tartozott, ezután a csehszlovák állam része lett. 1938 és 1944 között visszakerült Magyarországhoz. A második világháború után területén vasércet találtak.
Mikolcsányt és Gömörnánást 1964-ben egyesítették.

## Népessége
| Év:            | 1994. | 2004.   | 2014.   | 2024.   |
| -------------- | ----- | ------- | ------- | ------- |
| Emberek száma: | 337   | 317     | 302     | 289     |
| Eltérés:       |       | -5,93 % | -4,73 % | -4,30 % |

| Év:            | 2023. | 2024.   |
| -------------- | ----- | ------- |
| Emberek száma: | 296   | 289     |
| Eltérés:       |       | -2,36 % |

1910-ben Gömörnánást 229-en, Mikolcsányt 195-en, túlnyomórészt magyarok lakták.
2001-ben 320 lakosából 172 magyar és 120 szlovák.
2011-ben 286 lakosából 135 magyar és 132 szlovák.

## Nevezetességei
- A gömörnánási református templom 1787-ben épült.

## Lásd még
- Gömörnánás
- Mikolcsány

## Külső hivatkozások
- Községinfó
- Gömörliget Szlovákia térképén
- Travelatlas.sk
- E-obce.sk